# یواس‌اس پورپویز (۱۸۲۰)
یواس‌اس پورپویز (۱۸۲۰) (به انگلیسی: USS Porpoise (1820)) یک کشتی بود که طول آن ۸۶ فوت (۲۶ متر) بود. این کشتی در سال ۱۸۲۰ ساخته شد.